# 约纳坦·斯坦伯格
约纳坦·斯坦伯格（希伯來語：‎
；1980/1981年—2023年10月7日）是以色列國防軍的軍官，軍階上校，為納哈爾旅的指揮官。他於2023年10月7日在以色列—哈馬斯戰爭中戰死。

## 生平
约纳坦·斯坦伯格於2000年8月加入以色列國防軍納哈爾旅的第931營，受訓後在阿克薩群眾起義期間在該營擔任排長指揮作戰。隨後他歷任連長、副營長等職，於2015年至2017年擔任931營營長並被擢升為中校。2019年斯坦伯格擔任本雅明旅旅長並升為上校；2022年他轉任納哈爾旅指揮官；2023年10月7日斯坦伯格在凱里姆沙洛姆附近與哈瑪斯武裝分子作戰時戰死。
斯坦伯格已婚並育有六名子女，生前住在以色列南部的肖姆里亚基布兹。